# Diócesis de Líbano-Honda
La diócesis de Líbano-Honda (en latín: Dioecesis Libana-Hondana) es una circunscripción eclesiástica de la Iglesia católica en Colombia. Se trata de una diócesis latina, sufragánea de la arquidiócesis de Ibagué. Desde el 17 de octubre de 2015 su obispo es José Luis Henao Cadavid.

## Territorio y organización

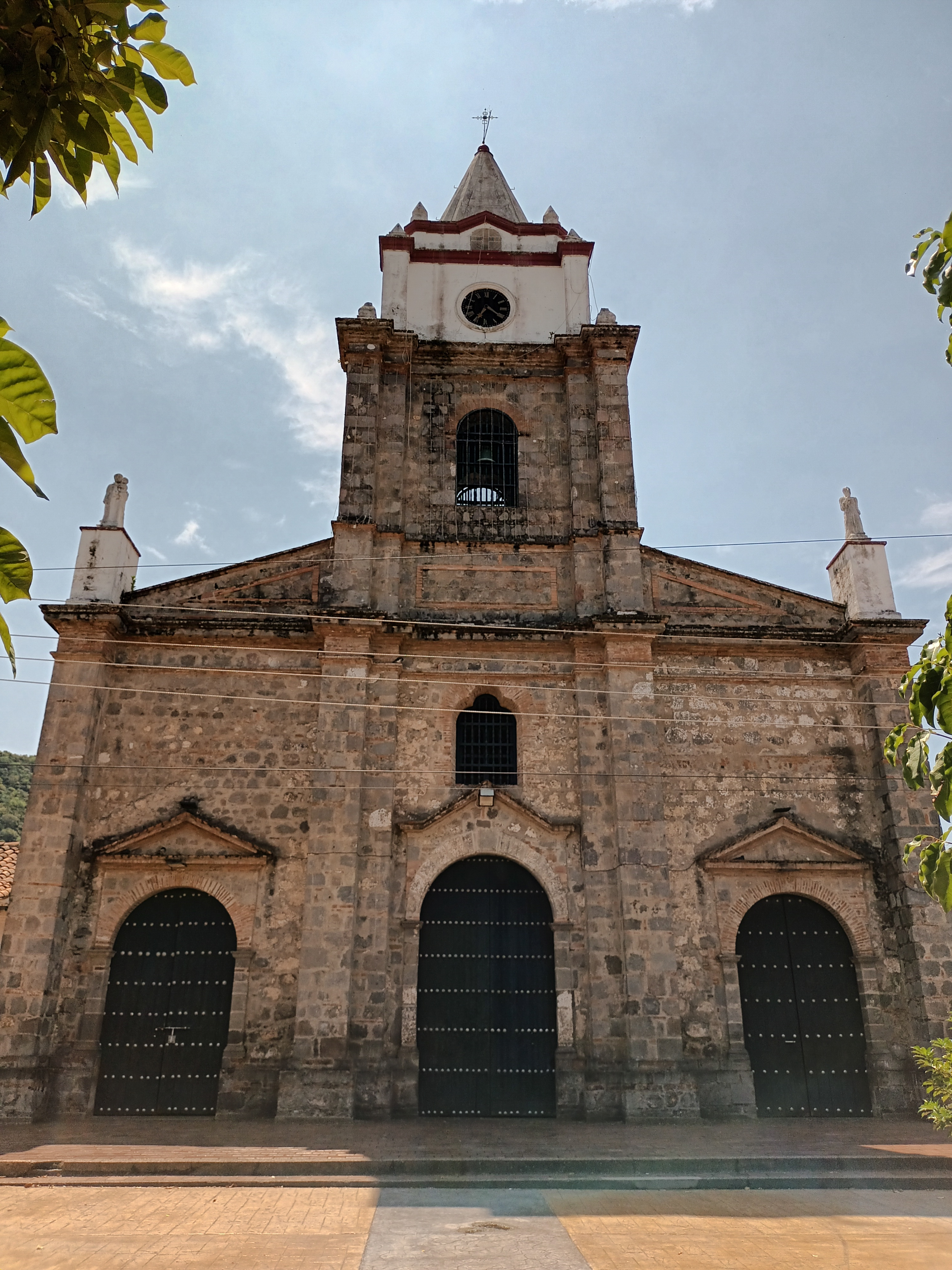
Concatedral de Nuestra Señora del Rosario, en Honda

La diócesis tiene 3477 km² y extiende su jurisdicción sobre los fieles católicos de rito latino residentes en 13 municipios del departamento de Tolima: Fresno, Mariquita, Palocabildo, Casabianca, Herveo, Villahermosa, Líbano, Murillo, Lérida, Armero, Ambalema, Honda; así como algunos de sus respectivos corregimientos.
Su territorio limita al norte con la diócesis de La Dorada-Guaduas, al oeste con la arquidiócesis de Manizales, al sur con la Arquidiócesis de Ibagué y al este con la diócesis de Girardot y la diócesis de La Dorada-Guaduas.
La sede de la diócesis se encuentra en la ciudad de Líbano, en donde se halla la Catedral de Nuestra Señora del Carmen. En Honda se halla la Concatedral de Nuestra Señora del Rosario.
En 2021 en la diócesis existían 30 parroquias.

## Historia
La diócesis fue erigida el 8 de julio de 1989 mediante la bula Ita iam hosce del papa Juan Pablo II, obteniendo el territorio de la arquidiócesis de Ibagué. Se nombró como primer obispo a José Luis Serna Alzate, quien tomó posesión el 7 de octubre de 1989. Gobernó hasta 12 de julio de 2002 cuando se le aceptó la renuncia por enfermedad, y se nombró como administrador apostólico a Oscar Aníbal Salazar Gómez, quien administró hasta el 25 de marzo de 2003.
Entonces asumió como segundo obispo Rafael Arcadio Bernal Supelano, quien antes de un año también renunció por enfermedad, el 19 de marzo de 2004. Se hizo cargo como administrador apostólico Flavio Calle Zapata, arzobispo de Ibagué.
El 12 de febrero de 2005 asumió como tercer obispo de la diócesis José Miguel Gómez Rodríguez.
El 6 de octubre de 2015 la Corte Suprema de Justicia de Colombia, en una sentencia calificada de «histórica», condenó civilmente por pederastia a la diócesis. El fallo, primero de este tipo contra la Iglesia católica en el país, se refería a los abusos sexuales a dos hermanos de 7 y 8 años perpetrados en 2007 por un clérigo de una de sus iglesias y obligaba a indemnizar con 800 millones de pesos (unos 245 000 euros) a las víctimas, a quienes la diócesis «hasta el último momento ha negado el derecho al resarcimiento de su dignidad e integridad personal y moral, muy a pesar de la contundencia y gravedad del perjuicio ocasionado, y contrario a las enseñanzas y valores que pregona esa organización religiosa», según el alto tribunal.

## Estadísticas
Según el Anuario Pontificio 2022 la diócesis tenía a fines de 2021 un total de 248 596 fieles bautizados.
| Año                                                                             | Población            | Población | Población      | Sacerdotes | Sacerdotes    | Sacerdotes    | Bautizados por sacerdote | Diáconos permanentes | Religiosos | Religiosos | Parroquias |
| Año                                                                             | Bautizados católicos | Total     | % de católicos | Total      | Clero secular | Clero regular | Bautizados por sacerdote | Diáconos permanentes | Varones    | Mujeres    | Parroquias |
| ------------------------------------------------------------------------------- | -------------------- | --------- | -------------- | ---------- | ------------- | ------------- | ------------------------ | -------------------- | ---------- | ---------- | ---------- |
| 1990                                                                            | 180 000              | 200 384   | 89.8           | 30         | 29            | 1             | 6000                     |                      | 1          | 116        | 25         |
| 1999                                                                            | 180 000              | 200 000   | 90.0           | 40         | 39            | 1             | 4500                     |                      | 1          | 75         | 30         |
| 2000                                                                            | 230 000              | 250 000   | 92.0           | 43         | 42            | 1             | 5348                     |                      | 1          | 75         | 30         |
| 2001                                                                            | 230 000              | 250 000   | 92.0           | 44         | 43            | 1             | 5227                     |                      | 1          | 75         | 30         |
| 2002                                                                            | 280 000              | 300 000   | 93.3           | 43         | 42            | 1             | 6511                     |                      | 5          | 75         | 30         |
| 2003                                                                            | 290 000              | 310 000   | 93.5           | 42         | 41            | 1             | 6904                     |                      | 5          | 75         | 30         |
| 2004                                                                            | 250 000              | 300 000   | 83.3           | 44         | 40            | 4             | 5681                     |                      | 6          | 79         | 29         |
| 2013                                                                            | 238 710              | 257 049   | 92.9           | 48         | 42            | 6             | 4973                     |                      | 10         | 73         | 30         |
| 2016                                                                            | 240 500              | 272 770   | 88.2           | 53         | 46            | 7             | 4537                     |                      | 11         | 73         | 30         |
| 2019                                                                            | 245 483              | 278 048   | 88.3           | 60         | 56            | 4             | 4091                     |                      | 8          | 70         | 30         |
| 2021                                                                            | 248 596              | 281 570   | 88.3           | 51         | 49            | 2             | 4874                     |                      | 4          | 68         | 30         |
| Fuente: Catholic-Hierarchy, que a su vez toma los datos del Anuario Pontificio. |                      |           |                |            |               |               |                          |                      |            |            |            |

## Episcopologio
- José Luis Serna Alzate, I.M.C. † (8 de julio de 1989-12 de julio de 2002 renunció)
- Rafael Arcadio Bernal Supelano, C.SS.R. † (10 de enero de 2003-28 de febrero de 2004 renunció)
- José Miguel Gómez Rodríguez (22 de noviembre de 2004-23 de febrero de 2015 nombrado obispo de Facatativá)
- José Luis Henao Cadavid, desde el 17 de octubre de 2015